# عملية احتراق السيليكون
في الفيزياء الفلكية،عملية احتراق السيليكون هي متسلسلة قصيرة جداً من تفاعلات الاندماج النووي التي تحدث في النجوم العملاقة التي هي أكبر من كتلة الشمس بـ 8-11 مرة. تمثل عملية احتراق السيليكون نهاية لحياة النجوم التي نفدت الطاقة التي تمكنها من التواجد لفترات طويلة أثناء وجودهم في النسق الأساسي طبقاً لتصنيف هرتزشبرونج-راسل.
تبدأ عملية احتراق السيليكون، عندما يبدأ انكماش النجم الناتج عن الجاذبية في رفع درجة حرارة نواة النجم إلى 2.7-3.5 مليار كلفن. تتوقف درجة حرارة نواة النجم على كتلته. عندما ينهي نجم عملية حرق السيليكون، فإنه يمكن أن ينفجر في ما يعرف باسم مستعر أعظم من الدرجة الثانية.

## تسلسل الاندماج النووي وعملية ألفا
تنفد طاقة النجوم العادية (التي لا تزيد كتلتها عن ثلاثة أضعاف كتلة الشمس) بتحول الهيدروجين في أنوية هذه النجوم إلي هيليوم. بينما تستكمل النجوم المتوسطة (التي كتلتها تعادل 3-8 مرات كتلة الشمس) تحويل الهيليوم بالاندماج إلى كربون عن طريق تخليق العناصر. تنتهي دورة حياة هذه النجوم عندما يستنفد الهيليوم في أنوية هذه النجوم، وبالتالي يصبح لها نواة من الكربون.
أما النجوم الكبيرة (التي تصل كتلتها إلى 8-11 ضعف كتلة الشمس) فهي قادرة على حرق الكربون، نظرا لارتفاع طاقة الوضع بصورة غير عادية بفعل قوى الجاذبية الكامنة في كتلتها. تصل درجة الحرارة في أنوية النجوم الضخمة إلى 600 مليار كلفن، مما يسمح احتراق الكربون، مما يسمح بتكوين عناصر جديدة على النحو التالي:
6C + 2هيليوم → 8O
8O + 2هيليوم → 10نيون
10نيون + 2هيليوم → 12مغنسيوم
بعد احتراق كل الكربون في أنوية النجوم الكبيرة، ترتفع درجة حرارتها وتبدأ في حرق الأكسجين والنيون والماغنسيوم، كالتالي:
12مغنسيوم + 2هيليوم → 14Si
عندما لا يبقى سوى الكبريت والسيليكون في أنوية النجوم الكبيرة، تواصل الانكماش حتى تصل درجات الحرارة في نواة النجم إلى 2.7-3.5 كلفن؛ وهنا تبدأ عملية احتراق السيليكون. تبدأ عملية احتراق السيليكون بعد عملية ألفا التي تتولد بها عناصر جديدة بإضافة نواة هيليوم للعنصر الناتج في كل خطوة في المتسلسلة التالي:
14Si + 2هيليوم → 16S
16S + 2هيليوم → 18Ar
18Ar + 2هيليوم → 20كالسيوم
20كالسيوم + 2هيليوم → 22تيتانيوم
22تيتانيوم + 2هيليوم → 24كروم
24كروم + 2هيليوم → 26حديد
26حديد + 2هيليوم → 28نيكل
تستمر متسلسلة احتراق السيليكون حوالي يوم واحد، وتتوقف عند بتكون النيكل-56. فترة عمر النصف للنيكل-56 (الذي يحتوي على 28 بروتون) حوالي 6.02 يوماً، عندئذ يتحلل النيكل-56 عن طريق انبعاث جسيمات بيتا (في هذه الحالة، «تحلل بيتا زائد» هو انبعاث بوزيترون) إلى كوبالت-56 (له 27 بروتون)، والذي له بدوره فترة نصف عمر تبلغ حوالي 77.3 يوماً، بعدها يتحلل إلى حديد-56 (له 26 بروتون).
بالرغم من أنه لم يكن أمام النيكل-56 سوى بضع دقائق للتحلل في أنوية النجوم العملاقة، إلا أنه ومع نهاية يوم تسلسل احتراق السيليكون، لا يستطيع النجم العملاق إطلاق طاقة عن طريق الاندماج النووي، بسبب تكون أنوية بها 56 نويّة هي الأكثر استقراراً في كل التفاعلات التي تمت في العملية. على الرغم من الحديد-58 والنيكل-62 أخف من الحديد-56، إلا أنه عند تفاعلهما مع الهيليوم ينتج عنه الزنك-60 وهي أثقل من الحديد-56 أي أنها تستهلك الطاقة أي لن يطلق النجم في هذه الحالة الطاقة.
بعد دقائق من فقد النجم لطاقته، تبدأ نواته في الانكماش. تتسبب طاقة الوضع الناتجة عن الانكماش في رفع درجة حرارة القلب إلى 5,000 مليار كلفن، مما يتعارض مع الانكماش ويعطله. ونظراً لعدم تولد طاقة حرارية إضافية عن طريق تفاعلات اندماج جديدة، لذا تبدأ عملية الانكماش بسرعة وتستغرق فقط ثوانٍ معدودة. تتحطم نواة النجم وينتج عن ذلك نجم نيوتروني، أو إذا كان النجم عملاقاً بصورة كافية، ثقباً أسوداً. أما الطبقات الخارجية للنجم فتنفجر فيما يعرف بمستعر أعظم من الدرجة الثانية، والذي قد يستمر عدة أيام قد تطول إلى عدة أشهر. ينتج عن هذا الانفجار سيلاً عارماً من النيوترونات، والتي ينتج عنها في حوالي ثانية واحدة، ما يقرب من نصف العناصر الأثقل من الحديد، عن طريق آلية تعرف باسم عملية آر.

## طاقة الترابط
يوضح الرسم البياني أدناه طاقة الترابط لعناصر مختلفة. ويمكن تعريف زيادة قيم طاقة الترابط بطريقتين:
1. هي الطاقة اللازمة لتحرير نوكليون من نواة ذرة العنصر.
2. هو الطاقة المنطلقة عند إضافة نوكليون إلى النواة.

كما يُرى، أن العناصر الخفيفة مثل الهيدروجين تطلق كمية كبيرة من الطاقة (لها طاقة ترابط كبيرة) عند إضافة نوكليون، أثناء عملية الاندماج. وبالعكس، العناصر الثقيلة مثل اليورانيوم تفقد كمية كبيرة من الطاقة عندما يتحرر نوكليون أثناء عملية الانشطار النووي.
في النجوم، تتطور عملية التكون النووي بسرعة بإضافة جسيمات ألفا لأنوية العناصر الأثقل. وعلى الرغم من أن الأنوية التي تحتوي على 58 و 62 نوكليون لديها أقل طاقة ترابط، فالطاقة اللازمة لدمج نواة الهيليوم مع نواة النيكل-56 (14 جسيم ألفا) لإنتاج العنصر التالي الزنك-60 (15 جسيم ألفا) أكثر من الطاقة اللازمة لتحرير أي جسيم. وفقا لذلك، يعد النيكل-56 عو آخر العناصر تكوناً في أنوية النجوم العملاقة، كما يفسر تحلل النيكل-56 تواجد الكميات الكبيرة من الحديد-56 في النيازك المعدنية وأنوية الكواكب الصخرية.